# 生駒芳子
生駒芳子（いこまよしこ）は、日本のファッション・ジャーナリスト、アート・プロデュース、工芸ブランドHIRUME総合プロデュース。
有限会社UNDERGROUND(モデル冨永愛個人事務所)代表。経済産業省：日本ものづくり大賞選考委員。内閣府：クール・ジャパン官民連携プラットフォーム構成員。内閣府・消費者委員会委員。カルチャービジョンジャパン　アドバイザー。三重テラス　クリエイティブ・ディレクター。東京都・江戸東京きらりプロジェクト委員。東京ブランドあり方検討会委員。石川県・伝統産業開発プロジェクトプロデューサー。LEXUS NEW  TAKUMI PROJECTメンター。東京2020ブランドアドバイザリーグループ委員。東京2020オリンピック・パラリンピックマスコット審査会副座長。東京2020オリンピック・パラリンピック大会スタッフ・都市ボランティアユニフォーム選考委員会座長。日本エシカル推進協議会副会長。国連WFP（世界食糧計画）顧問。杉野服飾大学大学院講師。NPO法人「サービスグラント」理事。ファッション業界における女性のエンパワーメント高める会「WEF」理事。未来の叡智を育てる「NEXT WISDOM FOUNDATION」評議員。

## 来歴
兵庫県宝塚市生まれ。両親は大阪出身、祖母は三重県伊賀上野出身。大阪府立茨木高等学校を経て、1981年東京外国語大学外国語学部フランス語学科卒業。
10代はロックミュージックに燃え、一日2~3時間筆をとる日記魔でもあった。17歳のとき、平塚らいてうの著書「元始、女性は太陽であった」を読み、結婚をしても一生涯働くと決意する。大学時代はフランス語を専攻しながら、写真部、演劇部、社交ダンス部に所属。ロバート・キャパの戦争写真、吉田ルイ子の著書「自分を探して旅に出ています」に感動し、フォト・ジャーナリストという仕事、生き方に強い興味を持つ。
1981~83年、編集プロダクション「ぐるーぷ・ぱあめ」にカメラマン・編集者として所属し、沖縄から北海道まで日本全国に単独で出かけ、「るるぶ」「翼の王国」など旅行雑誌の取材／撮影を手がける。
80年代半ばよりフリーランスのライター、エディターとなる。当初、マガジンハウスにカメラマンとして売り込みに行くが、のちにライター業務に絞り、「anan」「ELLE Japon」「BRUTUS」などの雑誌で取材・執筆を行う。「流行通信」「SPUR」「AERA」などにも執筆し、朝日新聞で連載「新風新派」を担当。ファッション、アートについて執筆／編集を重ねる。
80年代末からは、自費でパリコレクション、ミラノコレクションに出かけて取材すると同時に、ヴェネチア・ビエンナーレ、ドクメンタ、ミュンスター彫刻プロジェクト、フィレンツェビエンナーレなど、アートの催しにも自ら積極的に出かけ、記事を編集・執筆する。
1990年には、マガジンハウスから出版された「コムデギャルソンと川久保玲」を翻訳。また1993年に開催された三宅一生の展覧会「PLEATS PLEASE ISSEY MIYAKE」のカタログの編集を担当。
90年代前半、ホテル内のアートプロジェクトのディレクションを行う（ヨコハマ グランド インターコンチネンタル ホテル、ハイアット リージェンシー 大阪）ほか、アーティスト内藤礼のマネージメントを務め海外展のコーディネートをするなど、アートプロジェクトに関わる。
1994年、出産を経験し、1年間仕事を中断する。その経験を執筆し、1995年に筑摩書房から「神経衰弱ギリギリの妊婦たち」を出版。ワーキングマザーが出産を経験する、その心理を書き留めた一冊となった。
98年よりヴォーグ・ニッポンに所属。創刊準備のチームに入り、創刊時には副編集長となり、ファッションとカルチャーの記事を担当。2002年よりエルジャポンで副編集長として活動したのち、2004年よりマリ・クレール日本版において編集長に就任。パリコレクション、ミラノコレクションの取材を定期的に行い、ファッショントレンド分析に深く関わる。マリ・クレールでは、新しい試みとして、今までにない、社会派の視点を持ったジャーナリスティックなファッション雑誌を立ち上げる。2005年「ホワイト・キャンペーン〜赤ちゃんと子供の命を守ろう！」、2006年「LOVEキャンペーン〜日本人の愛のエンゲル係数を高めよう！」2007年「プラネット・キャンペーン〜地球規模で考えよう！」を展開。「エコ・リュクス」「プラネット・ウーマン」などを企画化し、いまだ根付いていなかったチャリティ、社会貢献などをいち早く取り上げる。
2008年11月より独立し、現在はフリーランスのジャーナリスト／エディター、アート・プロデューサーとして活動を展開。ファッション、アート、ライフスタイルを核として、社会貢献、エコロジー、社会企業、女性の生き方まで、講演会出演、プロジェクト立ち上げ、雑誌や新聞への執筆にも関わる。
クリエイターとNPO団体を繋ぐNPO「サービスグラント」の理事を務め、プロボノ（仕事のスキルでボランティアする）の推進をすると同時に、「グリーンEXPO」「オーガニックEXPO」でファッションゾーンのディレクションを担当し、エシカル・ファッションの研究を続ける。2013年12月には、「エコプロダクツ」展にて、高校生、ファッションスクールの生徒によるエシカル・ファッションショウを行う。2017年よりは、日本エシカル推進協議会の副会長として、エコプロダクツ展やエシカルサミット、エシカル朝食会で、ナビゲーター、司会として運営・進行・PRを務め、内閣府・消費者委員会の委員に就任。エシカル・ファッション、エシカル消費、SDGsの普及活動に取り組む。
2010年、金沢にファッション・コンクールの審査委員長として招かれた際に、金沢の伝統工芸の里を訪ね、美しいもの作りに感動すると同時に、「我々には未来が無い」という職人の言葉にショックを受けた。このことがきっかけとなり、ファッション・アート一辺倒だった人生から、ファッション・アートと伝統工芸を繋ぐ人生へとシフトする。以来、伝統工芸の開発事業に取り組んで現在に至る。2019年、横浜に誕生した新しいホテル「 INTERCONTINENTAL YOKOHAMA PIER 8」内の、客室とパブリックスペースのアート・工芸プロジェクトのディレクションを行う。
2018年からは、表参道のミナガワビレッジに拠点を置き、 HIRUMEショウルームも開設。

## 業績
伝統工芸開発プロジェクト：2011年よりモダンクラフトアイテムをセレクトするプロジェクト「フュートゥラディションワオ」プロデューサー。2015年より伝統工芸によるファッションやジュエリーをオリジナル開発するブランド「 HIRUME」総合プロデューサー。三重県、広島県福山市、福島県会津若松市、石川県、東京都の伝統工芸の開発事業を手がける。2016年より 小山薫堂氏、隈研吾氏が監修を務めるLEXUS NEW TAKUMI PROJECTのメンターの一人として、全国47都道府県の若き匠の工房を訪ね、アドバイスを重ねる。2019年には、京都で開催された「 LEXUS  CRAFT CONNECTION-KYOTO」では、平安神宮額殿において紹介された、隈研吾氏と平井健太（木工作家）、隈研吾氏と岩本大輔（組子細工職人）のコラボレーションをコーディネートし、京都新聞ビル地下で展開した全国の匠150人余りの作品を紹介する展示では、隈研吾氏の空間構成の元、展示のアドバイザの一人として参加。
アート・プロジェクト：ドリス・ヴァン・ノテン青山店のアートプロジェクト、サルバトーレ・フェラガモの草間弥生バッグ・プロジェクト、コムデギャルソンのアートスペースSix での「草間弥生　増殖する部屋」展「横尾忠則　PINK GIRL展」、「森山大道　Northern展」、EYE OF GYREでのアート企画「愛の部屋by Hiromix」「建築展」「スプツ二子！展」「大宮エリー展」「寺山修司幻想図書館〜書を捨てよ、町へ出よう〜」展、「亜空間として形成する伊勢型紙・江戸小紋展」のなど。表参道 GYRE GALLERYのアドバイザーを務める。
執筆関係：2009年4月より朝日新聞で連載「いまドキモードの体系」、雑誌「オルタナ」で連載「エシカル・ファッションの旗手たち」、カフェグローブでの連載「ブティック・クルーズ・ダイアリー」、AERAで「ギャル産業革命」などを執筆。過去に、朝日新聞ウエブマガジン「&W」で連載「エシカルごころ」、日本の上質な文化情報を発信する「プレミアムジャパン」にてブログを連載。
審査委員毎日ファッション大賞の審査委員、エコセレブ・オブザイヤー2009の運営委員、アジア消費トレンドマップ研究会（経済産業省、博報堂）のコアメンバー、2010年3月開催の日仏ウーマン・フォーラムの日本側コミッショナー、クール・ジャパン審議会委員、産業構造審議会委員、公益財団法人三宅一生デザイン文化財団理事、JFW東京コレクションコミッティ、プロボノを推奨するNPO法人「サービス・グラント」理事、オーガニック・テキスタイル国際基準日本代表、経済産業書主催のクール・ジャパン審議会の委員を経験して、現在は、経済産業省日本ものづくり大選考委員、三重県みえ産業振興戦略のアドバイザリーボード、内閣府・消費者委員会委員を務める。
編集関係：滝川クリステル著「恋する理由」（講談社刊）、松田美由紀著「好き好き！大好き」（講談社刊）、知花くらら著「くららと言葉」（講談社刊）を企画・プロデュース。2017年には、 JR東日本の豪華寝台列車「TRAN SUITE 四季島」の車内カタログの編集長を務める。2019年には、江戸東京きらりプロジェクトにおいてカタログ制作ーー山本海苔店「NORI」、中村のれん「NORI」ーーを編集・プロデュース。
地域活性化プロジェクト：2011年より、日本の伝統工芸再生のためのプロジェクト「WAO」を立ち上げ、第一回展覧会。「 FUTURADITION WAO」を表参道 EYE OF GYREにて2011年に開催。2011年には、経済産業省のクール・ジャパン事業の一環として、パリ、ニューヨークにて展示会「WAO」を開催。東急、東武への出店、表参道EYE OF GYREにてWAO展「CERAMIC BEAUTY」「GOTHICOUTURE」も開催。2013年春の新宿伊勢丹リモデルの際には、本館4階婦人服売り場にて、伝統工芸によるアクセサリーの展示、販売が成功。FENDIと金沢の伝統工芸のコラボレーションをコーディネートし、伊勢丹、松屋でイベント展開。2015年より、伝統工芸をベースにおいた日本発のラグジュアリーブランド「HIRUME」の開発に取り組み、2017年より、事業開発を継続。2018年7月には、表参道に「HIRUME」のショウルームを開設する。2011年より三重テラスのクリエイティブ・ディレクターを務め、三重県の数々の会議に出席。2015年より広島県福山市の福山ブランド選考委員、2016年より文化庁日本遺産プロデューサー、2017年からは東京都のプロジェクト、東京ブランド検討会委員、江戸東京きらりプロジェクト選考員、石川県・伝統産業開発プロジェクトプロデューサーを歴任。
東京2020オリンピック・パラリンピック関連：2016年より、東京2020ブランドアドバイザリグループ委員、東京2020 オリンピック・パラリンピックマスコット選定委員会副座長に就任。2018年には、東京2020オリンピック・パラリンピック大会スタッフ・都市ボランティアユニフォーム選考委員会座長を務める。
講演会：日経新聞社「丸の内キャリア塾」、宣伝会議、名古屋ファッション協会、ミエ・エファップ・ジャパン、スペイン大使館、文化女子大学、早稲田大学、杉野学園、武蔵野美術大学、目白大学、フランフランスクール、東京外国語大学、六本木ヒルズアカデミーヒルズ元気塾、オーガニックセミナー、六本木アートカレッジ（大宮エリー、篠山紀信、松井冬子、横尾忠則）、G1サミット「クールジャパン」、日本エシカル推進協議会、 WEF(Women's Empowerment in Fashion)公開シンポジウム
テレビ・ラジオ出演：TBS「朝ズバッ!」、J-WAVE「ロハス・トーク」「MIRAIZ by 冨永愛」、FM東京「MAXMARA presents La Muse」、テレビ東京「TOKYO AWARD」、「コンタクトカフェC」、フジテレビ「ノンストップ!」、NHKアーカイブス「ファッション編」、滝川クリステル主演「教えてもらう前と後：ルイ・ヴィトン編」、TBS系列「林先生の初耳学／アンミカ先生が教えるパリコレ学」
趣味：オーガニック・フード研究（ヴェジタリアン／フルタリアン）、香水、ジュエリー、映画、歌舞伎、水泳、ジムトレーニング

## 著書
- 著書「神経衰弱ぎりぎりの妊婦たち」（筑摩書房刊）
- 訳著「川久保玲とコムデギャルソン」（マガジンハウス刊）